# Madsparv
Madsparv (Ammospiza nelsoni) är en nordamerikansk fågel i familjen amerikanska sparvar inom ordningen tättingar. Den häckar i våtmarker huvudsakligen i Kanada. Vintertid flyttar den huvudsakligen till USA:s Atlantkust, men övervintrar även lokalt i Kalifornien och nordvästra Mexiko. Arten behandlades tidigare som en del av spetsstjärtad sparv. Den ökar i antal och beståndet anses vara livskraftigt.

## Utseende och läten
Madsparven är en relativt liten sparv, med brunaktig ovansida och grå krona och nacke. Bröstet är gräddfärgad med diffus streckning, medan strupen och buken är vit. Ansiktet är orangefärgat med grå kinder och stjärten är kort och spetsig. Lätet är en mekanisk drill som kan avges i sångflykt. Det har liknats vid ljudet när en droppe vatten träffar en het stekpanna.

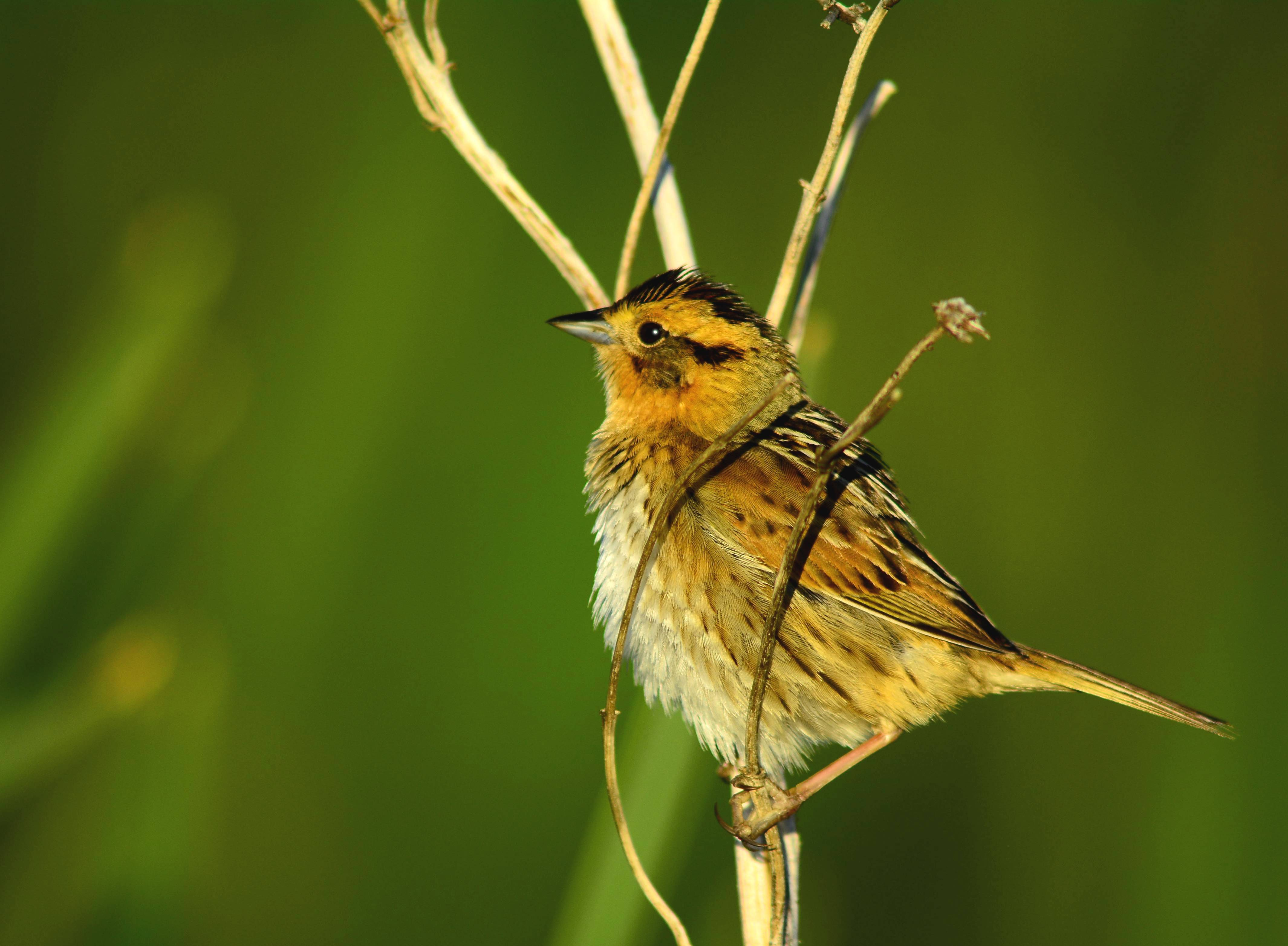

Arten är mycket lik närbesläktade spetsstjärtad sparv och de båda behandlades tidigare som en och samma art. Madsparven har dock blåaktig näbb, ej skär, och mindre streckning på bröstet.

## Utbredning och systematik
Madsparven förekommer i Nordamerika i en tredelad utbredning: dels i ett område huvudsakligen i västra Kanada från Northwest Territories vidare sydväst mot södra Manitoba, men också in i USA ner till nordligaste South Dakota; dels utmed Hudsonvikens södra kust; och dels utmed Atlantkusten i sydöstra Kanada och Maine i USA. De tre olika populationerna delas in i tre underarter med följande utbredning:
- nelsoni/alter-gruppen
  - Ammospiza nelsoni nelsoni – förekommer i västra Nordamerika (från södra Kanada till norra USA, övervintrar i nordvästra Mexiko)
  - Ammospiza nelsoni alter – förekommer i östra Kanada (södra James Bay och västra Quebec), övervintrar i norra Florida
- Ammospiza nelsoni subvirgata – förekommer från södra Quebec till Nova Scotia och i östra Maine, övervintrar från South Carolina till norra Florida

Tidigare behandlades spetsstjärtad sparv och madsparv som en och samma art. Underarten subvirgata kan möjligen utgöra en egen art.

### Släktestillhörighet
Arten placerades tidigare traditionellt i släktet Ammodramus, men DNA-studier har visat att detta släkte är kraftigt parafyletiskt. Typarten för släktet, gräshoppssparv, står nära Arremonops, medan madsparv (liksom starrsparv, kustsparv och spetsstjärtad sparv) är närmare släkt med arter som grässparv (Passerculus) och sångsparv (Melospiza), varför dessa i allt större utsträckning numera lyfts ut till det egna släktet Ammospiza.

### Familjetillhörighet
Tidigare fördes de amerikanska sparvarna till familjen fältsparvar (Emberizidae) som omfattar liknande arter i Eurasien och Afrika. Flera genetiska studier visar dock att de utgör en distinkt grupp som sannolikt står närmare skogssångare (Parulidae), trupialer (Icteridae) och flera artfattiga familjer endemiska för Karibien.

## Levnadssätt
Fågeln häckar dels i våtmarker utmed Atlantkusten i Kanada och Maine, dels i prärieområden i centrala Kanada och nordcentrala USA, inklusive utmed Hudson Bays södra kust. Vintertid flyttar den till sydöstra USA:s kustområden. Fåglarna födosöker på marken eller i våtmarkernas växtlighet i jakt på vattenlevande invertebrater, insekter och frön. 

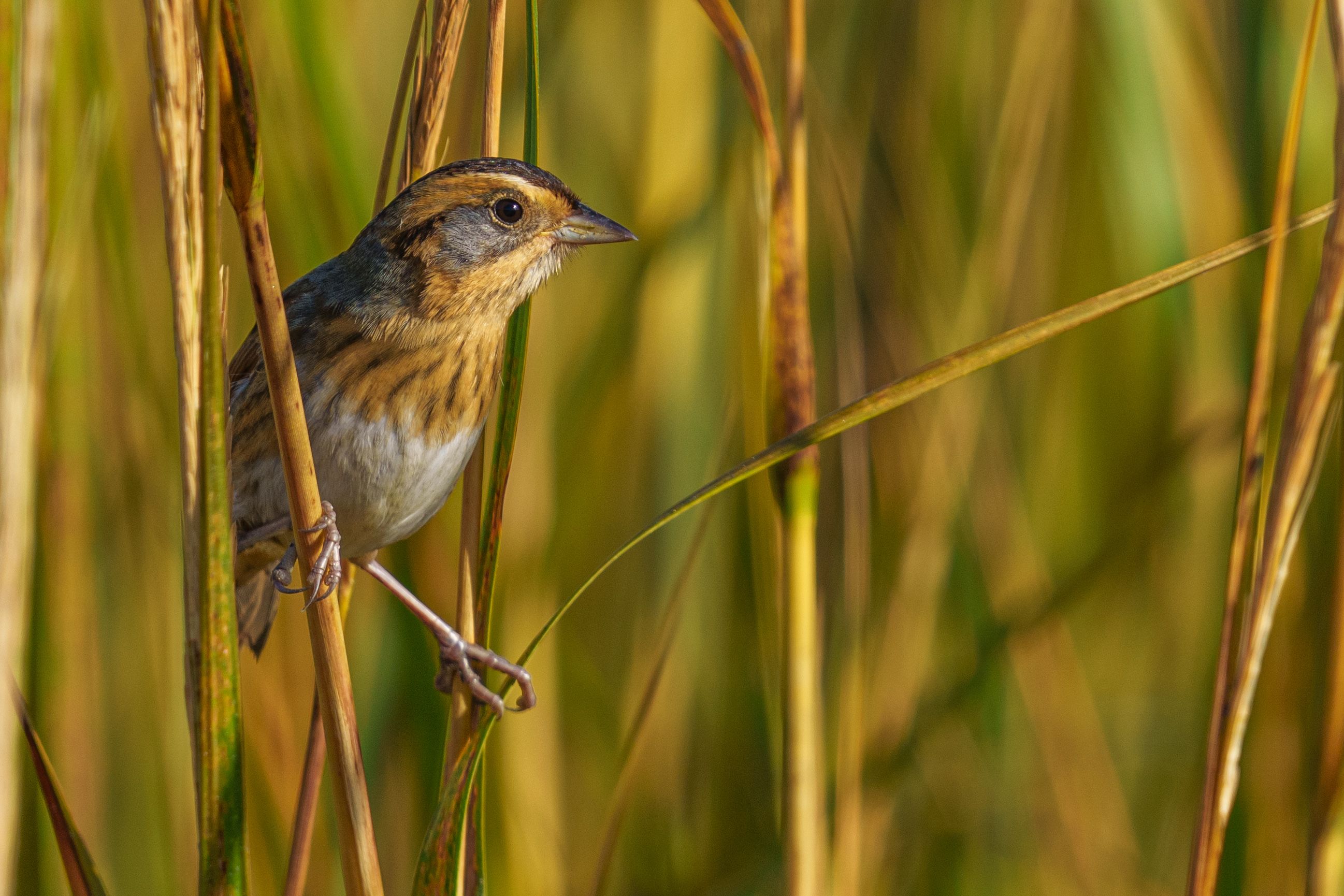
Madsparv i typisk biotop.

## Status och hot
Arten har ett stort utbredningsområde och en stor population som tros öka i antal. Utifrån dessa kriterier kategoriserar IUCN arten som livskraftig (LC). Beståndet uppskattas till en miljon vuxna individer.

## Namn
Fågelns vetenskapliga namn hedrar Edward William Nelson (1855-1934), amerikansk zoolog och samlare i USA och Mexiko tillika AOU:s president 1908 och chef för US Biological Survey 1916-1927. Fram tills nyligen kallades den även nelsonsparv på svenska (ännu tidigare Nelsons sparv), men justerades 2022 till ett mer informativt namn av BirdLife Sveriges taxonomikommitté.